# Charnay-lès-Chalon
Charnay-lès-Chalon è un comune francese di 183 abitanti situato nel dipartimento della Saona e Loira nella regione della Borgogna-Franca Contea.

## Società

### Evoluzione demografica
Abitanti censiti